# O Conceito de Tecnologia
O Conceito de Tecnologia é um livro publicado em 2005 e escrito em 1973 por Álvaro Vieira Pinto. Obra que aborda filosofia da técnica e subdesenvolvimento e que aborda diversas temáticas, como a Informática, a Cibernética e a discussão sobre Razão técnica e a questão das máquinas, apresentando uma visão crítica, pioneira e original sobre os temas, nas décadas de 1960 e 1970.
O autor se volta origens das palavras técnica e tecnologia, acompanhado da análise das sucessivas reapropriações dos conceitos, e recusa noções como a expressão "civilização tecnológica", defendendo a técnica e a tecnologia como existenciais do ser humano ao longo de sua existência, pois o ser humano não seria humano se não vivesse com a técnica e assim, portanto, sempre viveu em uma era tecnológica. Para o filósofo brasileiro, expressões como a de que vivemos atualmente em uma "era tecnológica" são uma ideologização da técnica, pois cada grupo dominante apresenta sua própria versão, que enaltece sua própria compreensão da técnica, a fim de fazer crer que a história estaria vivendo seu ápice somente neste momento, ignorando a historicidade da técnica e da tecnologia.

## Edições
A obra foi publicada em 2005, pela editora Contraponto, a partir de manuscritos datilagrafados e datados de 1973. Foi reimpresso pela editora Contraponto em 2013.